# Sofia Cocea Chrisoscoleu
Sofia Cocea (cunoscută, de asemenea, sub numele de căsătorie Sofia Chrisoscoleu sau Sofia Hrisoscoleu; n. 1839, Fălticeni, Moldova – d. 1861 Vaslui) a fost o eseistă, jurnalistă și poetă română.

## Biografie
S-a născut în Fălticeni, într-o familie modestă de manageri imobiliari. La vârsta de treisprezece ani, în 1852, a tradus romanul Palmira și Flaminia sau secretul de Madame de Genlis din limba franceză, precum și piesa Maria sau mustrările de cuget ale unei mame. Gheorghe Asachi, pe atunci cenzor, a considerat lucrările imorale și a încercat, fără succes, să le interzică. La șaptesprezece ani, a aplicat pentru o bursă pentru a studia în străinătate, dar i-a fost refuzată.
A studiat la Iași și la Târgu Neamț, devenind profesoară în acest din urmă oraș și în Vaslui; în 1857, fondează o școală privată în Fălticeni. În 1859, s-a căsătorit cu profesorul V. Chrisoscoleu. S-a alăturat scriitorilor și jurnaliștilor care, după revoluția de la 1848, au pledat pentru unirea Principatelor Dunărene.
Lingvista Sanda Golopenția Eretescu descrie eseurile ei ca „pline de viață, ferme, curajoase și ușor ironice”; acestea au apărut în cele mai importante reviste pro unire ale timpului, inclusiv „Tribuna română”, „Reforma”, „Gazeta poporului”, „Zimbrul”, „Foiletonul Zimbrului”, „Românul” și „Dacia”, precum și în „Steaua Dunării” și „Gazeta de Moldavia”. Printre subiectele pe care le-a acoperit au fost: situația țărănimii și statutul ei social, drepturile femeilor, cultura și educația publică și politica externă.

## Scrieri
Operile doamnei Sofia Chrisoscoleu, născută Coce, București, 1862